# Timp de procesor
Timpul de procesor este noțiunea care desemnează intervalul de timp în care un utilizator poate rula sau testa un program, scris de el însuși sau achiziționat, sau poate folosi un program ce rulează pe calculator, pentru a prelucra anumite date  sau fișiere. Calculatorul utilizat va avea rolul de server de procesare și va trebui să fie suficient de rapid încât să permită utilizarea eficientă de către un număr rezonabil de mare de utilizatori conectați care îl solicită simultan.

## Istoric
În anii 1970, înainte de răspândirea pe scară largă a calculatoarelor de uz personal (PC, Apple, Amiga, Commodore, etc) utilizatorii care nu-și permiteau un computer, dar care aveau de executat diverse calcule, majoritatea pur matematice, apelau la un minicalculator, care însemna la acea vreme cam ceea ce înseamnă astăzi serverele internet, numai că era pur și simplu atât de puternic încât, contra unei sume rezonabile, putea fi folosit cu ora, pentru sarcini prea dificile pentru riglele de calcul sau mașinile de calculat mecanice.